# Blücherdenkmal (Kaub)

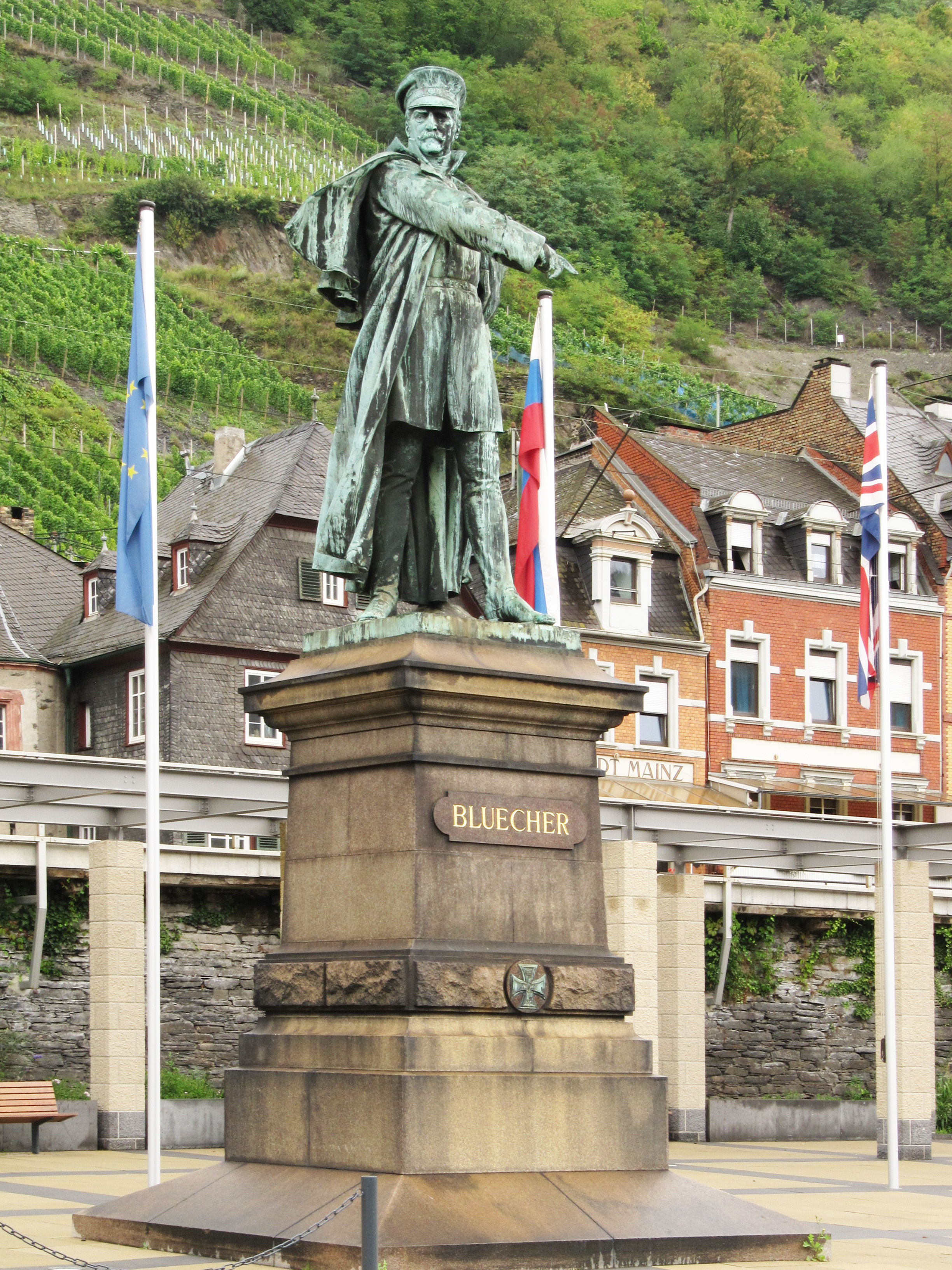
Blücherdenkmal (2011)

Das Blücherdenkmal in Kaub in Rheinland-Pfalz erinnert an den Rheinübergang des preußischen Generalfeldmarschalls Gebhard Leberecht von Blücher (1742–1819) mit der Schlesischen Armee. Es steht unter Denkmalschutz.

## Standort und Beschreibung
Das Denkmal steht im südöstlichen Teil von Kaub circa 30 Meter vom rechten Ufer des Rheins entfernt und von diesem durch die Rheinuferstraße (Bundesstraße 42) getrennt. Hinter dem Denkmal verläuft der Gleiskörper der rechtsrheinischen Eisenbahn. Der 17 × 35 Meter große Denkmalplatz ist gepflastert. An der hinteren Seite steht eine Pergola, deren Säulenabstand mit dem der dunklen Streifen der Pflasterung übereinstimmt und die einige Ruhebänke enthält. 200 Meter entfernt erhebt sich hinter dem Platz in 40 Meter Höhe die Burg Gutenfels, und links hinten steht in 60 Meter Entfernung der Mainzer Turm der ehemaligen Stadtbefestigung.
Das Denkmal ist ein vier Meter hohes Bronzestandbild Blüchers auf einem ebenso hohen profilierten Postament aus Granit. An dessen unterem Teil ist ein  Eisernes Kreuz in der 1813 gestifteten Form mit Eichenlaub und FW (für Friedrich Wilhelm) unter der Krone angebracht. Darüber steht in Goldbuchstaben BLUECHER. Blücher ist in Militäruniform dargestellt, mit der rechten Hand auf den Rhein weisend.

Details
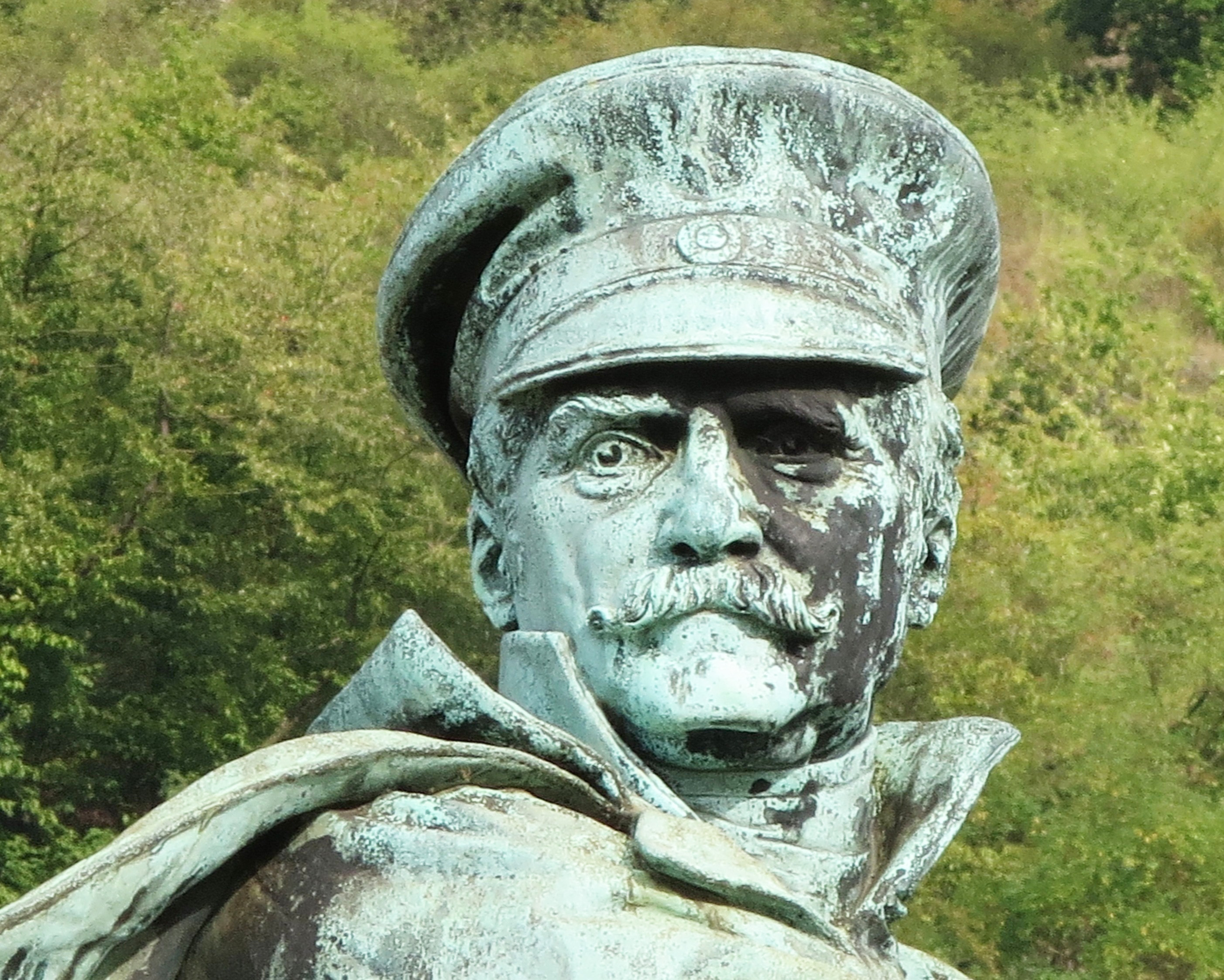
Kopf der Statue (2013)
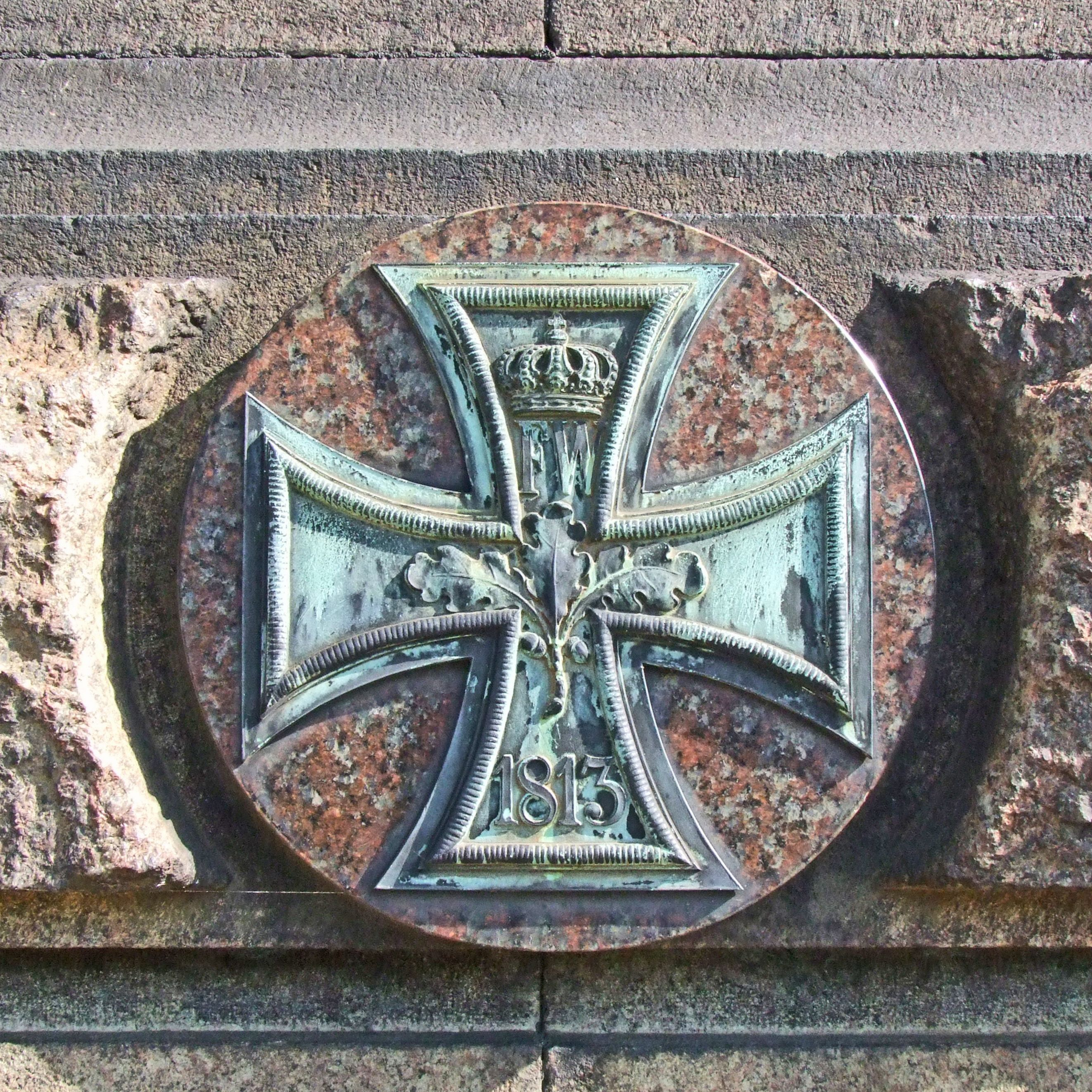
Eisernes Kreuz am Sockel (2016)
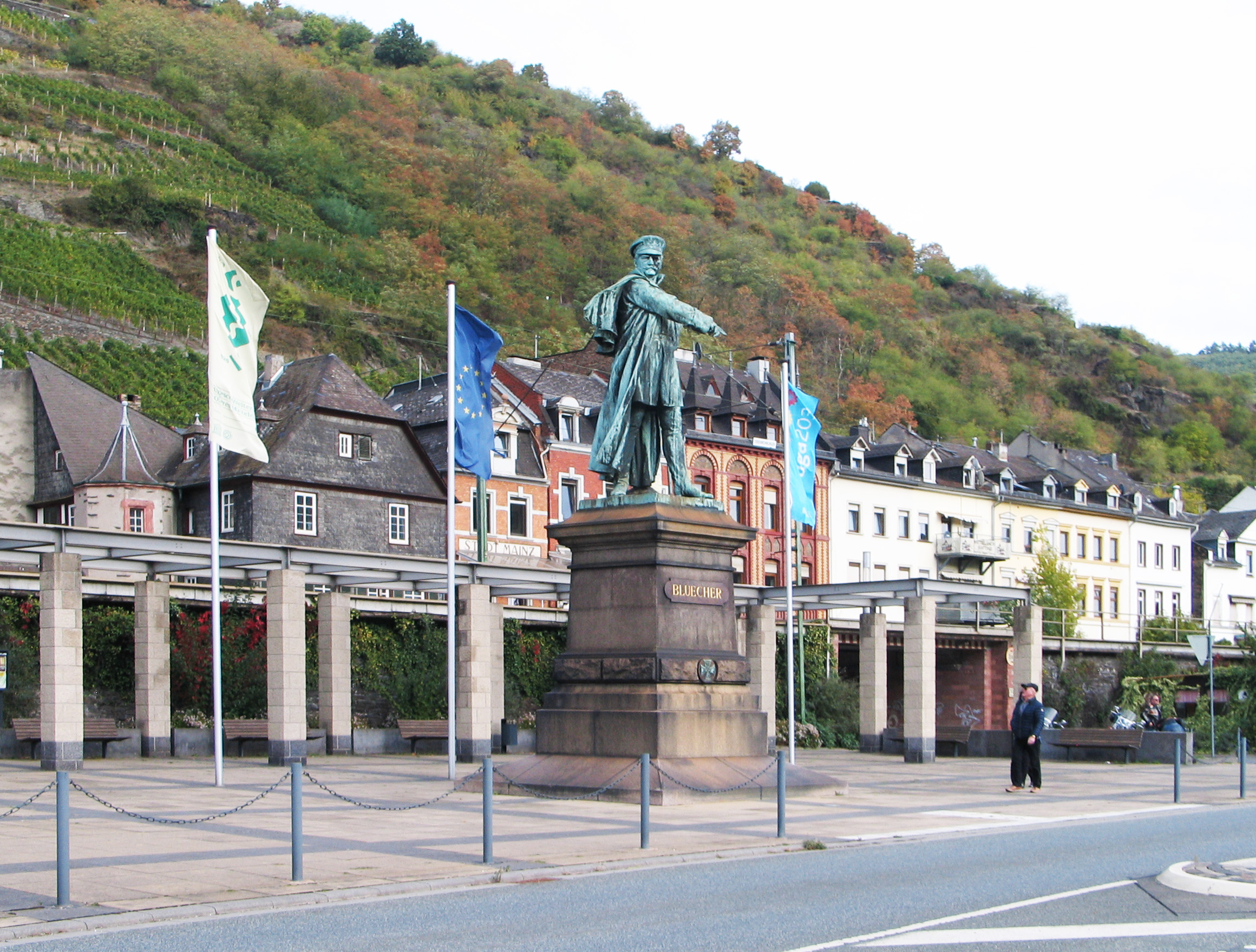
Denkmalsplatz (2016)
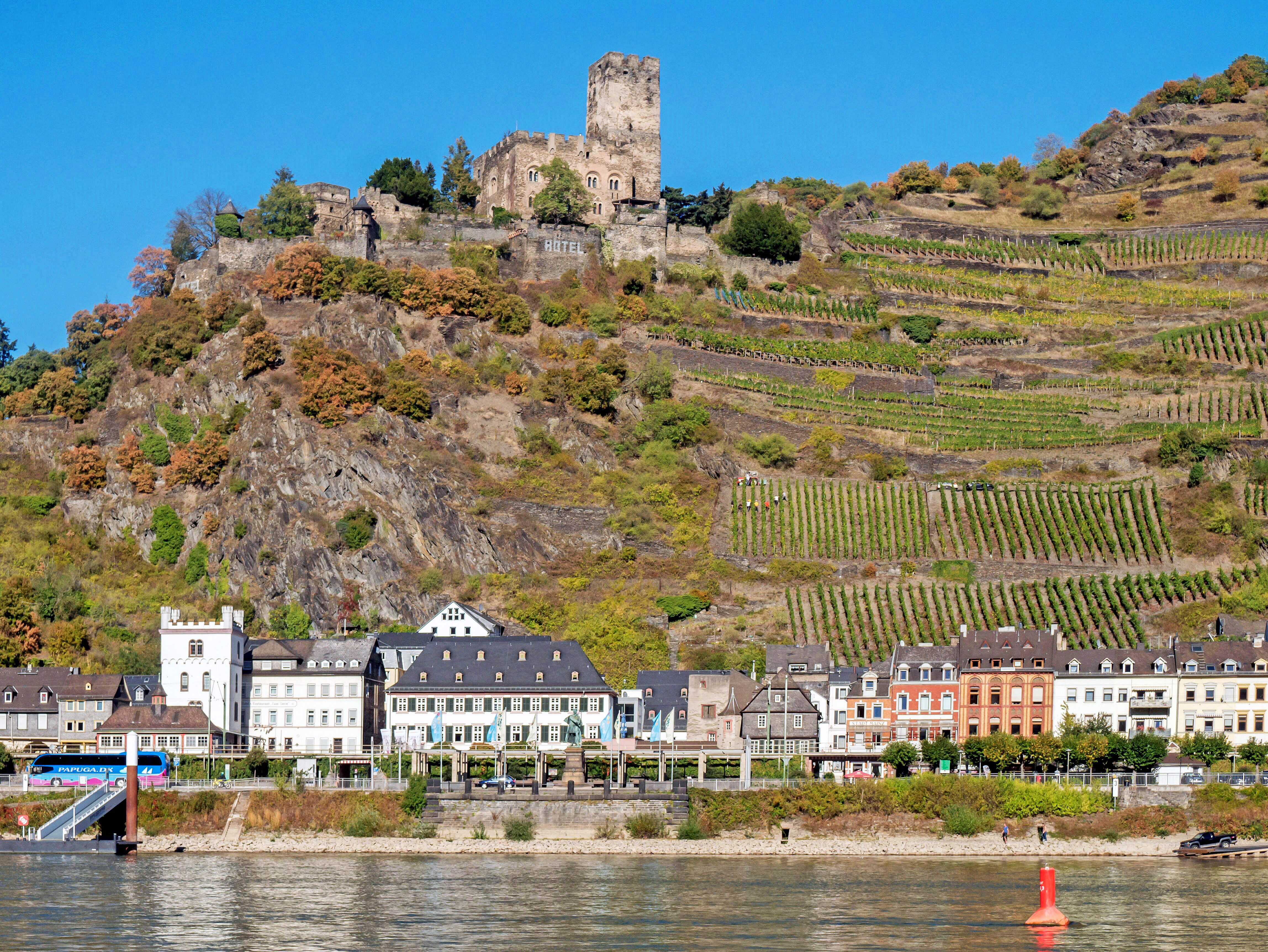
Weiterte Umgebung (2018)

## Geschichte
Nach der Niederlage in der Völkerschlacht bei Leipzig zog sich die Napoleonische Armee zurück und wurde unter anderem verfolgt von der Schlesischen Armee unter „Marschall Vorwärts“, wie Blücher auch genannt wurde. Zum Jahresende war der Rhein erreicht. In der Silvesternacht 1813/1814 begann das Übersetzen bei Kaub, das sowohl mit Booten als auch über eine am Folgetag errichtete Pontonbrücke erfolgte. In wenigen Tagen überquerten insgesamt 60.000 Soldaten, 15.000 Pferde und 182 Geschütze den hier circa 300 m breiten Rhein.
1886 wurde von Kauber Bürgern die Errichtung eines Denkmals angeregt. Erst ein zweites Gesuch wurde von  Kaiser Wilhelm I. positiv beschieden. Der Kölner Architekt Gustav Walter, seit 1888 Besitzer der Burg Gutenfels, stellte der Stadt ein geeignetes Gelände am Rhein für die Errichtung des Denkmals unentgeltlich zur Verfügung. Ein deutschlandweiter Spendenaufruf brachte insgesamt 32.000 Mark ein. Der Entwurf des Denkmals stammt vom Berliner Bildhauer Fritz Schaper (1841–1919). Den Guss der Statue übernahm die Friedrichshagener Metallgießerei Walter Gladenbeck (1866–1945). Am 18. Juni 1894 erfolgte die feierliche Einweihung des Denkmals in Kaub.